# سیارک ۱۹۴۳۷
سیارک ۱۹۴۳۷ (به انگلیسی: 19437 Jennyblank، نامگذاری:1998FQ79) نوزده هزار و چهارصد و سی و هفتمین سیارک کشف شده‌است که در ۲۴ مارس ۱۹۹۸ کشف شد.
قدر مطلق سیارک برابر ۱۷.۰ است.